# Историја Београда
Историја Београда датира у прошлост до 7000. п. н. е. Винчанска култура, једна од најважнијих праисторијских култура Европе, је настала у околини Београда у 6. миленијуму п. н. е. У старом веку, трачко-дачка племена су насељавали ову област, да би Келти освојили насеље на месту данашњег Београда и дали му име Сингидунум. Римљани су освојили град за време цара Октавијана Августа и дали му статус муниципија половином 2. века. Град су населили Словени око 520.
Београд је неколико пута прелазио у посед Византије, Бугарске, Угарске и Србије. Османско царство је освојило Београд 1521. и касније у њега пренело седиште санџака. Између 1427. године и Божића 1806. године Београд је био под туђинском влашћу. Од краја 17. века град је често прелазио под османску или хабзбуршку власт. Београд је постао главни град Србије 1841. Северни део Београда је остао хабзбуршки погранични крај све до 1918. Због свог стратешког положаја, око града се водило више од 115 ратова и био је рушен 44 пута. Београд је био главни град Југославије (у свим њеним облицима) од њеног основања 1918, па до коначног раздруживања 2006.

## Праисторија
Окресано камено оруђе пронађено у Земуну показује да су заједнице ловаца и скупљача плодова насељавале околину Београда још у палеолиту и мезолиту. Нека од ових оруђа припадају мустеријенској индустрији, која се више повезује са неандерталцима неко са данашњим људима. Из старијег каменог доба потичу остаци људских костију и лобања неандерталаца, пронађени у каменолому код Лештана, у пећини на Чукарици и у близини Бајлонијеве пијаце. Орињачка и граветијенска оруђа су такође пронађена на овим локацијама, што указује на постојање насеобина у периоду од пре 50.000 до 20.000 година.
Неолитске старчевачка и винчанска култура су се развијале у околини Београда и доминирале Балканским полуострвом (као и деловима средње Европе и Мале Азије) пре око 7000 година.
Остаци културе млађег каменог доба пронађени су у Винчи, Жаркову и у Горњем граду, изнад ушћа Саве у Дунав. То указује да је простор Београда био насељен у континуитету и да је растао интензитет насељавања. Многа данашња насеља београдске околине леже на културним слојевима ранијих праисторијских насеобина.
Први земљораднички народи који су насељавали овај регион се повезују са неолитском Старчевачком културом, која је цветала између пре 6200 и 5200 година.
Постоји неколико ископина Старчевачке културе у и околини Београда, укључујући и насеље Старчево, по коме је култура и добила име. Старчевачку културу је сменила Винчанска култура (5500—4500. п. н. е.), напреднија земљорадничка култура израсла из ранијих старчевачких насеобина. Она је такође добила име по топониму у околини Београда Винча-Бело Брдо.
Винчанска култура је била позната по својим врло великим насеобинама, од којих су неке биле највећа у праисторијској Европи; антропоморфним фигуринама као што је Винчанска дама; најранијој бакарној металургији у Европи; и Винчанском писму.
Винча — Бело брдо крај Београда спада у ред најзначајнијих насеобина и културних налазишта праисторијског периода. Археолошке ископине на Роспи ћуприји, Горњем граду, Карабурми, Земуну и Винчи потврђују претпоставке да је подручје Београда било интензивно насељено и да се његово становништво бавило плужном земљорадњом и другим пратећим привредним делатностима.
На овим локалитетима откривене су некрополе бронзаног и металног доба као и докази различитих културних утицаја.

## Стари век
Палеобалканска племена Трачана и Дачана су владала овим простором пре римског освајања. Област Београда је насељавало трачко-дачко племе Синги. Након келтске инвазије на Балканско полуострво 279. п. н. е., келтско племе Скордисци је преузело град и назвало га Сингидун (дун = тврђава).
Нема готово никаквих трагова о том келтском граду, осим што су на локалитетима Карабурме и Роспи ћуприје пронађене некрополе са уметнички вредним предметима, које су припадале ратницима племена Скордисци. Знатни келтски културни утицаји уткани су у духовну културу становништва Сингидунума, који су делом пренети и помешани са римским античким културним елементима.

### Римска владавина
Римљани су почели да освајају земље око Сингидуна током 1. века п. н. е. Гај Квинт Скрибоније Курио, проконзул Македоније је напао унутрашњост Балканског полуострва све до Дунава, покушавајући да истера Скордиске, Дарданце, Дачане и друга племена. Римљани су остали само кратко и оставили су област ван римске управе. Стога се мало зна о тим операцијама или када је ова област организована у провинцију Мезију. Римске легије предвођене Силаном су стигле до Београда 34. или 33. п. н. е. Област није била стабилизована све до Октавијанове владавине, када је Марко Лициније Крас, унук Цезаровог тријумвира и проконзул Македоније, коначно умирио регион 29. п. н. е. Мезија је званично организована у провинцију неко време пре 6. године, када је први пут поменут њен управник Аул Цецина Север. Име града је романизовано у Сингидунум. Сингидунум је постао једна од главних насеобина провинције, смештен између Сирмијума (Сремске Митровице) и Виминацијума (Костолца), док се са друге стране налазио Таурунум (Земун). Иако су и Сирмијум и Виминацијум били значајнији градови од Сингидунума, град је задржао свој значај због свог стратешког положаја дуж пута Via militaris, важног римског пута који је повезивао римске тврђаве и насеља дуж дунавског лимеса.
Сингидунум је достигао свој врхунац доласком Легије IV Флавија 86. године. Ова легија од око 6.000 војника је била најважнија војна формација која се супротстављала претњи Дачана са друге стране Дунава. Легија је подигла квадратни каструм, који се налазио у Горњем граду данашњег Калемегдана.
Тврђава је првобитно саграђена од земље, али је убрзо ојачана каменом, и њени остаци се данас могу видети код североисточног краја Горњег града. Легија је такође изградила мост преко Саве који је повезивао Сингидунум и Таурунум. Још један корак који су Римљани предузели да се ојача Сингидунум је било насељавања ветерана легије поред тврђаве. Временом је то насеље израсло око каструма. Насеље је имало изглед мреже, са улицама које су се секле под правим углом. Остатак ове структуре може се видети и у данашњем Београду по оријентацији улица Узун Миркове, Обилићевог венца, Цара Душана и Краља Петра I. На месту данашњег Студентског трга налазио се форум, који су окруживале терме (чији су остаци откривени 1970-их). Други остаци римске културе као што су гробнице, споменици, скулптуре, керамике и новчићи су пронађени у селима и варошицама око Београда. Цар Хадријан је дао Сингидунуму статус муниципија у првој половини 2. века. Сингидунум је касније прерастао овај статус и постао пуноправна колонија. Римски цар Јовијан, који је поново успоставио хришћанство за званичну религију Римског царства, је рођен у Сингидунуму 332. Сингидунум и Мезија су напредовали у мирнодопском периоду, али то није трајало задуго, због нарастајућих проблема како и ван царства, тако и у њему.
Римско царство је почело да пропада крајем 3. века. Провинција Дакија, коју је након неколико дугих и успешних похода основао цар Трајан, је почела да пропада због инвазије Гота 256. Цар Аурелијан, суочен са изненадним губитком многим провинција и велике штете која су причињавала варварска племена, је евакуисао Дакију до 270. Сингидунум се поново нашао на граници пропадајућег царства.

## Средњи век

### Византија (395—626)
Након смрти цара Теодосија I, Римско царство је подељено на два дела. Сингидунум се нашао на северозападној граници Источног римског царства. Мезија и Илирик су претрпеле разарајуће нападе услед сукцесивних инвазија Хуна, Острогота, Гепида, Сармата, Авара и Словена. Сингидунум су 441. освојили освојили Хуни, који су разорили град и тврђаву и продали његово становништво у робље. У наредна два века, град је мењао власника неколико пута. Римљани су повратили град након распада Хунског царства 454., али су Сармати убрзо заузели град. Остроготи су заузели град 470. и истерали Сармате. Град су касније освојили Гепиди (488), али су га Остроготи повратили 504. Источно римско царство је преузело град након мировног споразума са Остроготима.
Византијски цар Јустинијан I је обновио Сингидунум 535., вративши тврђави и насељу некадашњу војну вредност. Град је уживао у кратком мирнодопском периоду око 50 година, до аварске пљачке 584. Током Маврикијевих балканских похода, Сингидунум је служио као база, али је поново изгубљен када су 602. године Авари опљачкали и спалили Сингидунум. Око 630. године Словени су се населили у Сингидунуму и околини, уз дозволу византијског заповедника града. До овог времена, град је изгубио свој значај пограничног утврђења.

### Бугарска, Угарска, Византија, Србија
После тога, више од два и по века, нема помена о њему. Аварски и словенски ратници нису марили за овај град, јер он више није имао положај граничног утврђења. Он се тада налазио унутар ширег подручја Балкана који су Словени већ освојили. И поред тога археолошки налази указују на континуиран живот у граду и његовој околини.
Неколико векова после првог помена Београда као словенског града, у њему се смењују разне војске и освајачи. До Београда су најпре дошли Франци који су под Карлом Великим уништили Аваре. На рушевинама Таурунума оснивају франачко насеље Малевила, да би словенизацијом касније назив био Землн (Земун). Франачку владавину замењују Бугари, а њихову Мађари.
Бугари су преузели власт над тврђавом 827. Поновни помен града и то под словенским именом Београд (Бели град-вероватно по зидинама од белог кречњака), среће се тек у 9. веку, 16. априла 878. у једном писму папе Јована VIII бугарском цару Борису Михајлу, о смењивању београдског хришћанског епископа Сергија. Касније се тај назив среће у различитим варијантама. Мађарска војска је 896. напала Београд. Византија је освојила Београд 971.
После 976. Београд је преузео бугарски цар Самуило. Византијски цар Василије II покорио је Самуилово царство 1018. и Београд је опет постао значајна погранична тврђава Византије. Током 11. и 12. века око Београда се отимају супарничке силе: Угарска, Византија и Бугарска.
У лето 1040. године букнуо је у Поморављу устанак против Византије на чијем челу се нашао Петар Дељан. Устаници су убрзо освојили Београд, Ниш и Скопље. Дељан се издавао за Самуиловог унука, на основу чега је у Београду 1040. проглашен за цара, настављача Самуиловог царства, али је устанак угушен већ 1041.
У другој половини 11. века обновљени су угарско-византијски сукоби. Угарски краљ Саломон је 1068. године освојио неко византијско погранично утврђење за које се може претпоставити да је Београд. Византинци су утврђење брзо повратили. Борбе на Дунаву су временом добијале на жестини. Неколико година касније угарски краљ предузео је велики напад на Београд за који се претпоставља да је био 1071/72. године. Мађари су после двомесечне опсаде успели да продру у град, а малобројна посада на челу са дуксом Никотом морала је да напусти тврђаву и да се преда. Угарска војска је потпуно опљачкала Београд. Краљ Саломон је после овог успеха наставио рат продирући до Ниша. Мир је убрзо после овога склопљен. Како је Византија повратила Београд није познато, али се може претпоставити да угарска власт у њему није дуго трајала и да је Византија већ 1072. преузела Београд. Угарска војска је 1096. разорила Београд, али га је Византија задржала. Мађарски краљ Стефан II је порушио Београд 1124. и његовим каменом градио Земун. Византијски цар Манојло I је порушио Земун 1154. и београдским каменом поново градила Београд. Угарска је 1182. напала и опљачкала Београд. Византија је 1185. повратила Београд дипломатским путем.
За то време кроз град пролазе бројни крсташки походи на Исток остављајући свој рушилачки печат на њему. Од 1096. до 1189. кроз Београд пролазе крсташке војске. Током шестодневног боравка Петра Пустињака у Земуну, крсташка војска је починила масакр и опустошила град. Становници Београда су напусти град и повукли се у Ниш, јер су се плашили да би крсташка војска могла починити сличан злочин у њиховом граду. Крсташку војску која је прошла поред Београда 1147. предводио је немачки краљ Конрад III. Под вођством Фридриха Барбаросе 1189. г. кроз Београд пролази 190.000 људи. Овај предводник крсташа видио је Београд у рушевинама. Колико је страдао можемо судити по упоређивању са записом арапског географа и картографа Идризија, који у опису „Итинерера цариградског пута“ из 1154. г. помиње Белградук као добро насељену и живу варош са многим црквама.

Београд у је од 1230. саставу Бугарске, али већ 1232. је припао Угарској.
Српски краљ Драгутин, зет и вазал мађарског краља Стефана, добио је од угарске круне Мачву са Београдом, који тада први пут долази под српску власт. То је био период интензивног насељавања српског живља и јачање утицаја Српске православне цркве. Ту је Драгутин имао свој двор. Новосаграђена Саборна црква била је оличење снаге и богатства младе српске државе. После Драгутинове смрти 1316. настао је спор: Угарска је тражила повраћај града, који је преузео Драгутинов брат Милутин. Угарска је освојила Београд 1319. године. Порушени и запустели град је прикључен Мачванској бановини, поставши погранична база угарском одупирању ширењу српске државе са југа, у време цара Душана.
Противници угарске круне, браћа Хорвати, освојили су Београд 1382. Угарска је повратила Београд 1386. У таквом стању Београд дочекује 15. век, кад на историјску сцену Европе ступају Турци, нова велика освајачка сила.
У жељи да се што спремније одупру турској најезди и на Саву и Дунав имају јако упориште, Мађари дозвољавају изградњу Београда за време деспота Стефана Лазаревића. Он је Београдом владао од 1403. до 1427. г., и то је време правог процвата града. Београд је не само престоница српске државе, већ и најважнији привредни, културни и верски центар. Граде се: Митрополитска црква, нова тврђава, деспотов дворац, болница и библиотека. Трговци добијају повластице и долазе богати и способни људи, који доприносу просперитету града. Претпоставља се да је град тада могао бројати 40-50 хиљада житеља.
После Стефанове смрти, деспотов наследник Ђурађ Бранковић, био је принуђен 1427. да град преда Мађарима, а он по угледу на Београдску подиже Смедеревску тврђаву. У време стогодишњице угарске владавине измењена је целокупна структура становништва и изглед самог града. Град почиње нагло да стагнира, а потиснуто српско становништво је живело у предграђу и њему није био доступан Горњи град. Угарски краљ Жигмунд све више је насељава мађарско становништво и ширио утицај католичке цркве.
После пада Смедерева 1440. г., Београдску тврђаву опседала је турска војска са преко 100.000 ратника, на челу са султаном Муратом II, али је град, уз велика разарања, одбрањен. У жељи да освоје град Турци на оближњем брду Жрнов, данашњој Авали, подижу своје утврђење, одакле су посматрали и контролисали околину. Султан Мехмед II је 1456. безуспешно опседао град. Београд се цитира и најстаријој сачуваној песми из 1476. године и армади краља Матије. Готово читав један век Београд је одолевао турским нападима.

## Нови век

### Османско царство
Турци су под вођством султана Сулејмана Величанственог, 28. августа 1521. успели да освоје Београд. Град је срушен и спаљен, а пут ка Будиму и Бечу отворен. Померањем границе на север, мења се стратешки положај Београда, и у наредних 150 година, остао је релативно миран град са значајном трговачком и саобраћајном функцијом. Од септембра 1521. из Смедерева је пресељено седиште санџака, а његов бег је био Крајишник Бали-бег Јахјапашић.
Померањем турске границе на север, дотадашње погранично утврђење је израсло у управно, војно, трговачко и саобраћајно средиште тог дела турског царства. У тек обновљеном граду оријенталног изгледа, све више је цветало занатство и трговина. У почетку турске владавине већинско становништво је било муслиманско. Турака је било мало, а потурица са Балкана много. Он је стециште трговаца из Дубровника, Венеције, Грчке и Аустрије и занатлија Турака, Јермена, Срба и Рома. Од занатлија истицале су се абаџије, ашчије, пушкари и други. Поред чаршије, Османлије су за 146 година своје владавине подигле 6 каравансараја, два безистана, два имарета, седам хамама, више школа и текија те око 40 џамија од којих је најимпресивнија била Ибрахим-бегова џамија у данашњој улици Обилићев венац. Град је изашао из оквира средњовјековних бедема и почиње све више да се шири дуж трговачких путева који су везивали Исток са Европом.
Београдом је 1579. харала куга, тако да је три године касније Београд имао само 934 куће. Најбрже се обнављао српско становништво. Оно је представљало најпотлаченији слој становништва, оптерећеном кулуком. Живело је ван тврђаве у сиромашним махалама, а основна делатност су биле земљорадња и донекле занатство.
Свој највећи успон под Турцима град достиже средином 17. века када је имао око 100.000 становника.

### Аустријско-турски ратови
После 167 година релативно мирног развоја, град је постао мета ратних сукоба. За време Великог бечког рата, глад је захватила град, један пожар је однео складиште оружја и око четири хиљаде кућа. Аустријски војвода Максимилијан Баварски је 6. септембра 1688. освојио Београд. Само 20 дана касније избио је Рат Велике алијансе, па су Аустријанци морали да повуку већину своје војске са Србије. То је омогућило Турцима да се две године касније прегрупишу и стекну иницијативу. Турски офанзива је покренула Велику сеобу Срба. У Београду је одржан црквено-народни сабор, који је захтевао од аустријског цара Леополда повластице за Србе. Турци су опсели Београд иу октобру и заузели га после шестодневне опсаде. Град из ових сукоба изашао разорен, а његово становништво због сарадње са Аустријанцима, изложено убијању, прогонима и пљачкама.
После тога Београд је поново погранична варош, и то све новог аустријско-турског рата. Аустријска војска под командом принца Еугена Савојског поново заузела Београд 17. августа 1717. Пожаревачким миром Београд и север Србије су припојени Аустрији. Војну управу је 1720. заменила Београдска администрација, чији је председник до 1733. био кнез Александар Виртембершки. Од 1723. до 1736. трајала је изградња Београдске тврђаве на месту порушене тврђаве према захтевима савремених војно стратешких потреба, по плановима пуковника Николе Доксата де Мореса. Аустријска владавина Београдом у периоду од 1717. до 1739. означена је правом трансформацијом града, јер он губи до тадашње турско-источњачке црте и поприма обележја средњеевропског града. Поред тврђаве и варош је опасана бедемима, а изграђена су и нова здања. Оживљава трговина, а у њега се све више досељавају Немци, Мађари, Французи, Чеси и др. Варош је подељена на Немачки Београд на Дунаву и Српску варош на Сави. Одлуком цара Карла VI у Немачком Београду су могли становати само Немци, док су сви стали морали да се иселе у савску варош. Цар Карло VI је потврдио одлуку којом је је за за београдског митрополита поставио Мојсија Петровића.
У новом аустријско-турском рату, турска војска је поразила аустријску војску код Гроцке. Према прелиминарном споразуму, Аустријанци морали да сруше све што су саградили (бедеме, касарне и друге објекте). Од аустријских објеката преостало су само барутни магацин, капија Карла VI и Леополдова капија. Немачко становништво се иселило, као и Срби који су се населили у Петроварадинском шанцу. Београд, као највећи је претрпео страшна пустошења током рата 1737-1739, изгубивши целокупно српско становништво. Повратак муслиманског становништва био је изузетно брз, као и поновно структурисање града на махале. Заузећем града дошло је до пражњења целокупне вароши у коју се ново становништво брзо уселило, док је једино у Савској махали остало симболично присуство српског живља. Све до 1741. није дошло до повратка српског становништва. Београдским миром, закључен између Аустрије и Турске, град је поново враћен Турцима. После окончања ратних операција 1739. образовано је десет махала, од тога шест муслиманских, по једна јеврејска и ромска и две хришћанске. Београд је тада имао 2028 уписаних муслиманских житеља, 45 Јевреја, двоје Рома, троје хришћана у вароши и петоро у савској махали. Ратна пустошења, у складу остављала су озбиљне последице на урбану структуру Београда, мењајући потпуно његов карактер. Нова урбанизација сведочи о одсуству старих вакуфских поседа Соколовића и Јахјапашића, који још нису били обновљени, услед чега је Београд више личио на новоосвојени град, изгубивши дакле и своју османску традицију и аустријски карактер који је стекао између два рата. Муслиманске махале, настајале су очигледно у складу са несистематичним приливом становништва, о чему сведочи и значајна неуједначеност у бројности насеобина по махалама.
Турци су многе цркве претвориле у џамије. Београд поново постаје варош оријенталних обележја и то са пограничним положајем, јер је граница Београдским миром граница повучена на реци Сави. Да би Београдска тврђава попримила стари (данашњи) изглед, Турцима је било потребно скоро 14 година. Док је Београд назадовао, на другој страни Земун је добио посебан статус у оквиру Војне крајине и такви услови му омогућавају да развије привреду: трговину, занатство, рибарство и бродарство. Јача грађански сталеж, подижу се утврђења, државне зграде и цркве. Из тог времена потичу куће као што су: Караматина, Ичкова и кућа Димитрија Давидовића. Српска основна школа је отворена 1745. године, а у граду раде и сликар Георгије Тенецки и други културни ствараоци.
Крајем века у последњем аустро-турском рату, Београд је 8. октобра 1789. освојила војска маршала Гидеон Лаудона. Како се Аустрија у исто време налазила у сукобу са Пруском, затражила је мир. На основу Београдског мира из 1739, Београд и северна Србија су поново враћени Турцима. Међутим, тек потписивањем Свиштовског мира 1791, Аустријанци су се повукли у Земун. Турска војска Бећир-паше је преузела град 23. октобра 1791.
Куга из 1794. године је однела животе око 4500 становника Београда. Грчки револуционар Рига од Фере је убијен у Београду 1798.

### Ослобођење
После убиства Мустафа-паше 1801, дахије су успоставиле своју власт у граду и околним селима. То је било време потпуног безвлашћа, јањичарског насиља и пљачки. Оно је завршено сечом кнезова и других виђенијих Срба. Буђење националне свести и догађања око сече кнезова довели су до подизања Првог српског устанка 1804. г. Устанак под вођством Карађорђа имао је од самог почетка за циљ и ослобађање Београда. После две године борби, град је освојен 1806, а Београдску тврђаву 1807. Београд је поново постао главни град Србије. У Београду је већ 1807. заседао и Правитељствујушчи совјет сербски, а од 1811. ту су се налазила и прва министарства. Из Аустрије и других крајева су долазили виђенији људи и интелектуалци, међу којима су Сима Милутиновић Сарајлија, Иван Југовић, Доситеј Обрадовић, који су 1808. године основали прву Велику школу.
Динамичан развој Београда прекинут је турским освајањем 1813. године, а репресалије које су уследиле довеле су до Другог српског устанка устанка 1815. г. Вођа устанка, кнез Милош Обреновић, успео је да унесе више дипломатије у односе са Турцима. Он у Београд, уз одређене повластице, све више насељава српски живаљ са југа, па Турци, готово у бесцење, почињу да продају имања и куће. Турци су задржали тврђаву, док је варош припала Србима. У Београду је 1830. прочитан Султанов хатишериф о аутономији Србије.
У граду се подижу први значајни објекти: Конак кнегиње Љубице, Саборна црква у Београду, дворски комплекс у Топчидеру, итд. Сем своје привредне функције Београд је постао и значајно културно средиште. 1831. године отпочела је са радом прва штампарија у Београду. Из Крагујевца 1835. је пренета штампарија и почеле су да излазе "Новине србске", прве новине у Београду. Прва општинска управа у Београду је изабрана 1839. Прва пошта отворена је 1840. У граду су отворене Богословија, прва гимназија и град постаје уточиште бројних културних стваралаца тог времена попут: Вука Караџића, Јована Стерије Поповића, Јоакима Вујића, Димитрија Давидовића и других. Одлуком Савета 12. јуна 1839. године надлештва централне власти и државна каса су из Крагујевца измештени у Београд. Потом су указом кнеза Михаила 27. маја 1840. године централна управа и државна каса из Београда враћене у Крагујевац, да би 7. маја 1841. године, кнежевим указом, коначно, Београд постао престоница.
Народни музеј у Београду основан је 1844. а 1855. успостављена прва телеграфска линија Београд - Алексинац.
Присуство турске војске у тврђави спутавало је развој Београда. Међутим, догађаји око убиства једног српског дечака на Чукур чесми, када је дошло до бомбардовања београдске вароши, бивају поводи да се почне преговарати око дефинитивног одласка турске војске из српских градова. Турски командант Београда Али-Риза паша предаје 1867. на Калемегдану кнезу Михаилу кључеве београдског града. После владавине од 346 година, 18. априла 1867. Турци су коначно напустили Београд. Београд је постао слободан симболичном предајом кључева када су и турске војничке страже замењене српским војницима, а поред заставе Турске подигнута је и застава Србије.
На почетку српско-турског рата 1876. са тврђаве је коначно скинута застава Турске. На Берлинском конгресу 1878. призната независност Србије. 1882. Србија постаје краљевина, а Београд њена престоница.
То је био нови подстицај бржем привредном и културном развоју града. У другој половини 19. века извршена је урбанистичка и остала европеизација. Централни положај имала је Улица кнеза Михаила, најкраћа веза између тврђаве и вароши. Она убрзо постаје и најважнији трговачко пословни центар, какву је улогу и данас задржала. Прве телефонске линије уведене су 1883. у Београду Старе занате замјењује индустрија, а трговину и саобраћај поспешује изградња пруге Београд-Ниш и железнички мост на Сави 1884. Прва водоводна мрежа у граду пуштена је у рад 1892. Електрично осветљење је уведено 1893, а 1894. је кренуо први електрични трамвај. Град је добио паробродско друштво и значајне научно-културне установе.

## Модерно доба
Међутим, упркос изградњи железничке пруге до Ниша, укупни услови у Србији били су као и у осталим претежно пољопривредним земљама, а Београд је 1900. имао само 69.100 становника. Убрзо, 1905. број становника се повећава на преко 80.000, а на почетку Првог светског рата 1914. и до 100.000, не рачунајући Земун који је тада припадао Аустроугарској.
Аустријанци бомбардују и заузимају Београд 1914, али га српска војска убрзо ослобађа после Колубарске битке. Немачке и аустријске трупе под командом 1915. фелдмаршала Аугуста фон Макензена заузимају Београд. Окупатор даје нови службени назив Београду: Nandorfehervar. Српска и делови савезничке војске ослобађају Београд 1918. Београд 1918. постаје престоница Краљевине Срба, Хрвата и Словенаца
Након Првог светског рата и окупације Аустроугарске и немачких трупа, Београд је доживео брз развој и значајну модернизацију као престоница нове Краљевине Југославије. Мало је позната чињеница да је Београд тада имао један од првих будистичких храмова у Европи. Током двадесетих и тридесетих година 20. века, број становника се попео на 239.000 до 1931. заједно са западним предграђем Земуном, који је раније био у Аустроугарској. До 1940, број становника је био око 320.000, прираштај становништва између 1921. и 1948. је износио приближно 4,08% годишње. Авионска линија Париз - Будимпешта је 1923. продужена до Београда, 1927. је отворено здање аеродрома Београд. Радио Београд је почео са радом 1929. Краљ Александар I Карађорђевић је укинуо Видовдански устав и завео лични режим. У свим општинама, па тако и у граду Београду изабране општинске органе смењују председници општина које је поставио краљ. Мост „Витешког краља Александра“, познат као „трамвајски“ мост преко Саве, је изграђен мост 1934.  Први мост преко Дунава, Панчевачки мост, пуштен је у саобраћај 1935. Београдски сајам је отворен 1937.
- Београдска област, 1922-1929.
- Подручје Управе града Београда, окружено Дунавском бановином 1931. године

### Други светски рат
Југославија је 25. марта 1941. потписала Тројни пакт и придружила се Силама Осовине. Због овога је 27. марта уследио масовни протест у Београду и државни удар. Град је 6. и 7. априла тешко бомбардовао Луфтвафе и усмртио 2.274 људи. У бомбардовању је запаљена и изгорела Народна библиотека Србије, где су настрадале хиљаде књига и средњовековних рукописа. Југославију су напале немачке, италијанске, мађарске и бугарске снаге, уз помоћ Албанаца и Хрвата. Након капитулације Краљевине Југославије, сремска предграђа Београда (Земун) су ушла у састав Независне Државе Хрватске, нацистичке марионетске државе. У Београду и централној Србији нацисти су подржали формирање владе Милана Недића.
Београдски Јевреји, Роми, комунисти, и други антифашисти одведени су у логоре Сајмиште и Бањица, кроз које је у току рата прошло око 125.000 логораша. Јеврејска заједница је од 1643. живела у четврти Дорћол поред Дунава. Пре рата ту их је било 10.400. Окупацију је преживело свега око 10% њих. На Сајмишту је страдало око 40.000 Срба и 7-8.000 Јевреја. На Бањици је убијено око 4.200 људи. Ликвидације су вршили немачки окупатори, док су логораше углавном хапсили српски квислинзи, који су чинили и администрацију Бањичког логора.
Град су бомбардовали и савезници 16. и 17. априла 1944. године. Тада је погинуло 1600 људи.
Борбе за ослобођење града су почеле 13. и 14. октобра, а град је коначно ослобођен 20. октобра 1944. Ослободили су га заједничким снагама партизани и Црвена армија. Губици партизана су били око 1.000 бораца, а Црвене армије око 2.000. У току целог рата, Београд је изгубио око 50.000 људи и претрпео тешка разарања. На простору целе Србије (па и Београда) извршена општа мобилизација за пробој Сремског фронта. Нове комунистичке власти хапсе и ликвидирају квислинге.

### Послератни Београд
У послератном периоду Београд се развијао као главни град нове Југославије и убрзо израстао у велики индустријски центар.
Године 1948, је почела изградња Новог Београда са друге стране реке Саве, где су се до тада налазиле само мочваре и трска. Град су, бар у почетку, градиле добровољне омладинске радне бригаде.
Године 1961, поводом мучког убиства Патриса Лумумбе (јануар 1961), у Београду су одржане жестоке демонстрације, са више повређених. Том приликом је извршен и упад у белгијску амбасаду.
Прва конференција несврстаних одржана је у Београду 1961. године. Београд је био и поприште великих студентских демонстрација 1968.
Марта 1972. Београд је био центар последње епидемије великих богиња у Европи. Епидемија, која је укључивала присилне карантине и масовне вакцинације, окончана је крајем маја.
Од 1977. до 1978. Одржана Конференција о европској безбедности и сарадњи (КЕБС) у Београду у новосаграђеном Сава центру. 1979. одржане су годишња скупштина Светске банке за обнову и развој и Међународног монетарног фонда. 1980. Одржана XXI генерална скупштина UNESCO-a.
У мају 1980. умро је и доживотни председник СФРЈ, Јосип Броз Тито. Поред готово свих водећих светских државника, сахрани је присуствовало и око 700.000 грађана. 1983. одржана је годишња конференција UNCTAD-a.
Редовно емитовање програма ТВ Београд почело је 1958. Први БИТЕФ одржан је 1967. Палата „Београд“ подигнута је 1969. Две године касније изграђен је мост Газела и ауто-пут кроз Београд и одржан први FEST. Подземна железничка станица Вуков споменик отворена 1995.
Дана 9. марта 1991. у Београду су одржане велике демонстрације, предвођене Вуком Драшковићем, против режима Слободана Милошевића. Према разним медијским изворима, на улицама тог дана је било између 100.000 и 150.000 људи. Касније у току дана, на улице су изведени тенкови ЈНА у циљу успостављања мира.
Након непризнавања резултата локалних избора 1996, опозиција је у Београду организовала свакодневне грађанске и студентске протесте против Милошевићеве владавине, у периоду између новембра 1996. и фебруара 1997. После попуштања режима и признавања резултата избора Зоран Ђинђић постаје градоначелник Београда.
НАТО бомбардовање 1999. проузроковало је значајну штету градској инфраструктури. Међу погођеним објектима биле су и зграде неколико министарстава, зграда РТС у којој је погинуло 16 запослених, неколико болница, хотел „Југославија“, некадашња зграда Централног комитета, телевизијски торањ на Авали, као и кинеска амбасада на Новом Београду.
Након избора 24. септембра 2000. године, Београд је постао поприште масовних демонстрација са 800.000 по полицијским проценама, а по другим изворима и до 1.000.000 учесника, које су довеле до коначног пада Милошевића са власти.
Године 2003, је усвојена Уставна повеља државне заједнице Србија и Црна Гора 4. фебруара, Београд остаје главни град; 12. марта убијен председник Владе Србије др Зоран Ђинђић. Проглашењем независности Црне Горе 2006. након референдума Београд је остао главни град само Србије.
Протест 2008. против проглашења независности Косова.
У новогодишњој ноћи између 31. децембра 2011. и 1. јануара 2012. свечано је отворен Мост на Ади, уз ватромет у поноћ.